# لوکوموتیو سری ئی‌ام‌دی جی۲۲
لوکوموتیو سری ئی‌ام‌دی جی۲۲ (انگلیسی: EMD G22 Series) یک سری لوکوموتیو دیزلی ساخت شرکت الکترو-موتیو دیویژن است.
این لوکوموتیوها که مابین سال‌های ۱۹۶۹ تا ۱۹۹۱ تولید میشده دارای ۱۲ سیلندر، ۱٬۵۰۰–۱٬۶۵۰ اسب بخار قدرت و ۱۰۵–۱۵۰ کیلومتر بر ساعت سرعت نهایی بوده است.

## مدل‌ها
- G22W
- G22U
- G22W-AC
- G22W-2